# Rhaebo colomai
Rhaebo colomai е вид земноводно от семейство Крастави жаби (Bufonidae). Видът е критично застрашен от изчезване.

## Разпространение
Видът е ендемичен за западните склонове на Андите в северен Еквадор и южна Колумбия.